# Societat Foment de Piera
Societat Foment de Piera és una obra del municipi de Piera (Anoia) inclosa en l'Inventari del Patrimoni Arquitectònic de Catalunya.

## Descripció
Edificació formada per la unió de diferents finques que donen com a resultat l'existència de dos cossos: un de planta baixa alineat al c/Jaume Fons i l'altre de planta baixa i dos pisos que dona a la plaça Joan Orpí. El de planta baixa, destinat a cafè, és significatiu per la seva façana : formada per quatre grans finestrals i un terrat amb balustrada de terracota i decorat amb majòliques de colors. L'altra cos, que acull el teatre, té una planta baixa, alineada al cafè i els dos pisos, sobre el pas de cotxes, sustentats per les arcades que formen la plaça. A la façana dels pisos treballat amb estucat, s'hi inscriu l'escut de l'entitat.

## Història
El 1923 la Societat compra cinc finques en la plaça i comencen les obres amb un préstec de J.Soleras i Marçal. El 1925 s'inaugura el local. Es canvià el nom degut als canvis polítics. Del 1959 al 1965 s'hi feren reformes i s'estucà la façana essent l'autor Claudi Miró.